# The Lighthouse (Lost)
2010. február 23-án kerül először adásba az amerikai ABC csatornán a sorozat 108. részeként. Damon Lindelof és Carlton Cuse írta, és Jack Bender rendezte. Az epizód Jack-centrikus.
|  | Alább a cselekmény részletei következnek! |

## Tartalom
Az előző részek tartalmából: Az alternatív idősíkban az Oceanic légitársaság elvesztette Christian Shephard koporsóját, fogalmuk sincs, merre lehet. A Szigeten Jackék Jacob utasítására a templomhoz mentek, ahol a Többiek a forrásukba merítették a haldokló Sayidot. Bár először úgy tűnt, meghalt, kiderült, hogy az iraki él. Dogen meg akarta mérgezni Jarrah-t, mert úgy vélte, sötétség növekszik benne, ahogy Claire-ben is. Időközben Jin belelépett egy csapdába, a Többiek egy embere megölte volna, ám megjelent Claire, és lelőtte a támadót.

## Flash-sideways, 2004
Jack hazaérve átöltözik, és a tükör előtt állva észrevesz egy sebet az oldalán. Az anyja felhívja, hogy a koporsó felől érdeklődjön, a doki pedig elmondja, még mindig keresik. Megnyugtatja édesanyját, hogy pár óra múlva átmegy hozzá, és segít megkeresni a végrendeletet. Shephard megkérdezi anyját, mikor vették ki a vakbelét, mire Margo azt válaszolja, hogy 7 vagy 8 éves korában, és meg is lepődik, hogy fia nem emlékszik erre. Jack azt mondja, emlékszik már, de az arcán látszik, hogy ez nem így van. Ekkor ránéz az órára, és közli anyjával, sietnie kell. Kocsiba ül, és egy iskolához hajt, aminek a lépcsőjén már várja egy fiú. Shephard elnézést kér Davidtől a késésért, a srác pedig odaveti apjának, hogy semmi baj.
A doki próbál beszélgetést kezdeményezni a fiával, de David alig szól hozzá. Azt szeretné, ha békén hagynák egymást, úgyis havonta csak egyszer találkoznak. Margo ismét felhívja fiát, és emlékezteti ígéretére, hogy átmegy hozzá segíteni. A doki megkérdezi fiát, hogy ő is vele megy-e, ám a srác maradni akar.
Jack próbál beszélgetést kezdeményezni a fiával, de David alig szól hozzá. Azt szeretné, ha békén hagynák egymást, úgyis havonta csak egyszer találkoznak. Margo ismét felhívja fiát, és emlékezteti ígéretére, hogy átmegy hozzá segíteni. A doki megkérdezi fiát, hogy ő is vele megy-e, ám a srác maradni akar.
Jack és anyja Christian szobájában kutatnak a végrendelet után. Margo megkérdezi fiát, David hogy viseli a történteket, mert a temetésen nagyon feldúltnak tűnt. A doki ezen meglepődik, és elmondja, David nem túl bőbeszédű. Margo emlékezteti, ő is ilyen volt ebben a korban, alig beszélt az apjával. Shephard szerint ez azért volt, mert rettegett tőle. Az anyja felhozza, lehet, hogy David is fél Jacktől, ezért nem beszél vele. Végül a polcon lévő iratok közül előkerül a végrendelet. Margo beleolvas, és megkérdezi Jacket, Christian említett-e valaha egy bizonyos Claire Littletont.
Jack hazaér, de nem találja Davidet. Felhívja, ám csak az üzenetrögzítőjével tud beszélni. Rámondja, hogy sajnálja, ha bármi olyat tett, amivel megbántotta, most pedig elindul az anyja házához, hátha ott van. A doki már ott van a háznál, kopog, csenget, se senki sem nyit ajtót. Egy elrejtett kulccsal bemegy a házba, felmegy David szobájába, ahol kottákat és közös fényképeket talál. Lehallgatja az üzenetrögzítőjét, amin az első üzenet egy emlékeztető egy zenei meghallgatáson való részvételre. A második üzenetet ő maga hagyta, mikor még Sydney-ben volt, és azt mondja, nagyon szeretne vele beszélni. Jack elérzékenyül az üzenet hallatán, végül pedig elindul a meghallgatásra.
Jack megérkezik a meghallgatásra, ahol éppen David zongorázik. A doki teljesen elámulva nézi fiát. Miután végzett, egy ázsiai kisfiú rákérdez, hogy ő-e a fiú apja. Shephard igennel válaszol, a fiú pedig gratulál neki, majd az apjához megy, aki vigasztalni kezdi. Jack is távozna, ám ekkor a fiú apja, Dogen beszélgetést kezdeményez vele. Szerinte a gyerekek még túl fiatalok az ilyesfajta nyomásokhoz. Szerinte a doki fia nagyon tehetséges, megkérdezi, mióta zongorázik. Shephard nem tudja rá a választ, és elvonul.
David kisétál a meghallgatásról a kerékpárjához, ahol apja már várja. Jack megdicséri fiát, aki egyrészt meglepődik, hogy apja jelen volt a meghallgatáson, másrészt közli, párszor mellé ütött. A doki szóvá teszi, nem tudta, hogy fia még mindig zongorázik. David felfedi, megkérte anyját, ne mondja el ezt neki. Azért is nem akarta, hogy jelen legyen a meghallgatásán, mert nem akarta, hogy apja lássa, ahogy elbukik. Jack most már mindent ért. Elmondja fiának, hogy mikor annyi idős volt, mint ő, az apja mindig azt mondogatta neki, hogy nem képes dolgokra, ez pedig egész életén végigkísérte, állandóan bizonyítani akart Christiannak. Nem akarja, hogy David is valaha úgy érezzen, ahogy ő, ezért megnyugtatja, az ő szemében sosem bukhat el, csupán annyit akar, hogy az életének része lehessen. David is megérti, hogy nincs mitől tartania, így együtt hazaindulnak, hogy megvacsorázzanak.

## A sziget, 2007
Dogen a tónál talál rá Jackre, akinek elmondja, távozhatott volna, bár ő megállította volna. A japán rákérdez, hogy Kwon, Ford és Austen végleg otthagyták-e őket, a doki pedig helyesel, szerinte sem térnek már vissza. Miles és Hurley amőbát játszanak, mikor Hugo megéhezik. Bemegy a forrás termébe, és a medence szélénél guggoló embertől megkérdezi, merre van a konyha. A férfi válaszol, Reyes pedig szembesül vele, hogy ez az ember Jacob. Jacob közli, valaki a Szigetre jön, és azt szeretné, hogy Hurley segítsen neki odatalálni.
Sayid nem érti, miért bámulják őt állandóan a Többiek. Jack felvilágosítja, hogy meg akarják ölni, a pirulában méreg volt. Ezzel azt akarják elérni, hogy ne történhessen meg vele az, ami másvalakivel már megtörtént. Claire kiszabadítja Jint a csapdából. Kwon megkérdezi, mióta él kint a dzsungelben, erre a nő azt feleli, mióta ők elmentek, bár azt nem tudja, ez mikor történt. A férfi tudatja vele, három éve, ezen még Littleton is meglepődik. Jin megpróbál lábra állni, ám elájul.
Hurley egy folyosón sétál, a falakon lévő hieroglifákat vizsgálja, közben rátekintget a karjára, amire a Jacobtól kapott instrukciókat írta fel. Hirtelen feltűnik Dogen, aki tudni akarja, mit csinál Hugo. Reyes azt mondja, rajong az ókori kultúráért és a régiségekért, ezért körbenéz a templomban. A japán utasítja, hogy menjen vissza az udvarra. Ekkor megjelenik mellette Jacob, és közli Hurley-vel, ő egy kiválasztott, azt tehet, amit akar. Hugo megismétli ezt Dogennek, aki meglepődve kérdezi, ki mondta ezt neki. Reyes szerint ez lényegtelen, így visszaparancsolja a japánt az udvarra, aki felháborodva bár, de eleget tesz az utasításnak. Jacob emlékezteti Hurley-t, hogy Jacket is magával kell vinnie. Hugo szerint ez lehetetlen, mivel a dokit semmivel sem lehet rávenni egy túrára, de szívesen elfogadna Jacobtól egy tanácsot. Pár perc múlva Reyes odasétál Jackhez, és megkéri, hogy feltűnés nélkül kövesse. Shephard kijelenti, nem megy sehova. Hurley számított erre, ezért átadja az üzenetet, amit Jacob küldött: „Képes vagy rá.” Jack nem hisz a fülének, mindenáron látni akarja Jacobot, így belemegy a kalandba.
Jin magához tér, Claire kunyhójában van. Egy evezőlapát segítségével feláll, és körülnéz. Talál egy bölcsőt, amiben egy összetákolt baba van. Ekkor Littleton hangját hallja, így visszamászik a fekhelyére. A nő Justint hozta magával, aki mégsem halt meg. Kikötözi őt, és közli vele, arról fognak beszélgetni, hol rejtegetik Aaront. Ezt követően Jinhez fordul, és megnyugtatja, hogy hamarosan kitisztítja a sebét. Elindul kifelé, ekkor Kwon megkérdezi, végig egyedül élt-e. Claire azt mondja, nem volt egyedül. Justin tudatja Jinnel, ha nem menekülnek el valahogy, a nő mindegyiküket megöli.
Jackék a dzsungelben találkoznak Kate-tel. Hurley megmondja neki, hogy van egy titkos bejárat a templomba, ám Austen felvilágosítja őket, hogy nem a templomba megy, hanem Claire-t akarja megkeresni, először a partra megy, hátha ott találja. Shephard közli, nincs a parton, a templomban azt mondták neki, hogy történt vele valami, de azt nem árulták el, merre van. A doki megkéri Kate-et, tartson velük, utána pedig együtt megkeresik Littletont, ám Hurley ebbe nem egyezik bele, mivel Jacob csak kettejüket kérte fel az útra. Austen ezt elfogadja, és továbbindul.
Claire visszatér a kunyhójába, és nekilát Jin ellátásának. Közben elmeséli, hogy gyakran költöznie kellett, nehogy rátaláljanak a Többiek, akik Aaront rejtegetik. Justin tiltakozik, Kwon pedig megkérdezi, miért olyan biztos benne, hogy náluk van a gyerek. Littleton elmondja, először az apja, majd a barátja is azt mondta, hogy náluk van. Jin rákérdez, hogy ki ez a barát, ám Claire nem ad érdemleges választ, csak megkérdezi ők ketten még barátok-e, amire Kwon igennel felel. Littleton végzett a seb összevarrásával, s baltával a kezében Justin felé fordul.
Hurley arról beszélget Jackkel, hogy remek apa lenne belőle, nem is érti, Kate miért szakított vele. A doki ezzel nem ért egyet, szerinte szörnyű apa lenne. Ekkor rálép Shannon asztma-inhalátorára, és rájön, hogy a barlangnál vannak, ahol korábban laktak. Odabent Hugo azon gondolkodik, hogy a két csontváz lehet, hogy ők. Lehet, hogy visszautaztak az őskorba, ott meghaltak, és a barlangba temették őket. Jack közben apja koporsóját nézegeti, és elmondja Reyes-nek, úgy talált rá a forrásra, hogy a halott apja szellemét követte. A koporsó is a barlangban volt, ám Christian holtteste nem volt benne, így szétverte azt.
Hurley nosztalgiázik a régi szép időkről, mikor ő és Jack együtt járták a dzsungelt, és olyanra készültek, amiről nem is tudnak semmit. Megkérdezi a dokit, hogy ő miért jött vissza, ám a kérdezett nem válaszol, visszadobja a kérdést Reyes-nek. Hugo elmondja, Jacob beszállt mellé egy taxiba, és azt mondta, vissza kell térnie, ő pedig így is tett. Shephard megmosolyogja a kijelentést, majd azt mondja, ő azért jött vissza, mert egy roncs volt, és azt hitte, a Sziget rendbe rakja, de tévedett. Folytatják útjukat, és hamarosan meg is érkeznek a sziklaszirt szélén álló világítótoronyhoz. Jack ámulva kérdezi, hogy lehet, hogy még sosem látták. Hurley szerint azért, mert nem keresték.
Claire még mindig kérdezgeti Justint, ám a férfi csak azt hajtogatja, nincs náluk a gyerek. A nő azt hozza fel, hogy őt is elfogták, és megkínozták, erre Justin csak azt mondja, azért tették, mert egyedül volt a dzsungelben, és az embereiket gyilkolta. Littleton még egyszer felteszi a kérdést, ám ismét a szokásos választ kapja, így meglendíti a baltát. Jin felkiált, és megállítja a nőt, felfedi, hogy Kate vitte el Aaront, mikor elhagyták a Szigetet, ő nevelte 3 éven keresztül. Justin helyesel, és megkéri Claire-t, engedje el, senkinek sem fogja elmondani, hogy látták egymást. A nő elérzékenyül, de nem könyörül, a baltát Justin mellkasába vágja.
Hurley nem tudja kinyitni a világítótorony ajtaját, mert az beszorult. Jack már nagyon szeretne találkozni Jacobbal, ezért berúgja az ajtót, és elindulnak felfelé.
Jackék felérnek a torony tetejébe, és szemügyre veszik a berendezést, ami egy nagyobb tárcsából, és a hozzá csatlakoztatott tükrökből áll. Hurley megkéri a dokit, szóljon neki, ha sikerült beállítani a tükröket 108 fokhoz, majd láncok segítségével mozgásba hozza a szerkezetet. Shephard a tükröket nézi, amikben hirtelen feltűnik egy ázsiai épület (az az épület, ahol Jin és Sun az esküvőjüket tartották). Jack körbenéz, nem tudja mire vélni a látottakat. Kicsivel később még egy épületet lát a tükörben (a templom, ahol Sawyer szüleit búcsúztatták), ekkor szól Hurley-nek, hogy álljon meg, mert látott valamit. Hugo szemügyre veszi a tükröket, de nem lát semmit, csak az óceánt, így folytatja a mozgatást. A doki ránéz a tárcsára, és észreveszi, hogy azon nevek szerepelnek, így például az övé is rajta van 23 foknál. Megkéri Reyes-t, tekerjen oda, ám ő nem szeretné ezt, így Jack veszi át a láncokat. Mikor eléri a 23 fokot, belenéznek a tükörbe, amiben Jack szüleinek háza látható, ahol az egész gyerekkorát töltötte. Shephard rájön, Jacob végig figyelte őket az életük során. Odaáll Hurley-hez, s megkérdezi, hol van Jacob, és miért figyelte őket. Hugo tanácstalan, a doki pedig leemel a falról a távcsövet, és válaszokat követel arra, miért van ráírva a neve a tárcsára, mit akar tőle Jacob. Reyes nem tud válaszolni, ezért Jack a látcsővel összetöri a tükröket.
Jack a sziklaszirten üldögél, Hurley pedig tőle távolabb magába roskadva ücsörög. Ekkor megjelenik Jacob, és arról érdeklődik, hogy sikerült a túra, még viccelődik is közben. Hugo teljesen felháborodik, nem érti, miért van olyan jó kedve Jacobnak, ha nem sikerült végrehajtani, amit kért, így a Szigetet kereső valaki sem fog odatalálni. Jacob megnyugtatja, az a valaki biztos talál más utat. Reyes rájön, Jacob azt akarta, hogy Jack belenézzen a tükörbe. A halott ezt beismeri, mivel szerinte ez volt az egyetlen módja annak, hogy Shephard rájöjjön, milyen fontos. Szerinte neki is feladata van a Szigeten, de nem mondhatja el neki, mi az, magától kell rájönnie. Néha elég csak beülni az emberek mellé egy taxiba, és megmondani nekik, mit tegyenek, de néha hagyni kell őket, hogy az óceánt bámulva elmerengjenek. Hugo megkéri Jacobot, legközelebb avassa be a tervébe, mert nem szereti a titkokat. Jacob közli, ez a túra arra is jó volt, hogy Jacket és Hurley-t a lehető leginkább eltávolítsa a templom közeléből, mert valaki nagyon rossz tart oda. Reyes egyből elindulna, hogy figyelmeztessék a hátrahagyottakat, ám Jacob tudatja vele, nem tehetnek semmit, már túl késő.
Claire visszatér a kunyhójába, és elmondja Kwonnak, ha nem ölte volna meg Justint, ő végzett volna vele, ezért köszönetet mond a koreainak, hogy nem oldozta el. Megkérdezi őt, miért mondta azt, hogy Kate nevelte Aaront. Jin azt feleli, meg akarta menteni Justin életét, de Claire-nek igaza volt, valóban a Többieknél van a gyerek, látta is őt, ő pedig oda is tudja őt vezetni. Littleton megköszöni a felajánlást, és közli, örül, hogy Jin csak hazudott, mert ha valóban Kate-nél lett volna Aaron, megölné a nőt. Ekkor megérkezik Nemezis, aki félig elgondolkodva, félig meglepődve tekint a koreaira. Kwon teljesen értetlenül néz rá, azt hiszi, hogy ő Locke. Claire tudatja, ő nem John, hanem ő a barátja.